# Schiffbau in der DDR
Der Schiffbau in der DDR war zentralistisch organisiert. Ein großer Anteil der gebauten Schiffe diente der Fischerei und wurde in die Sowjetunion geliefert.

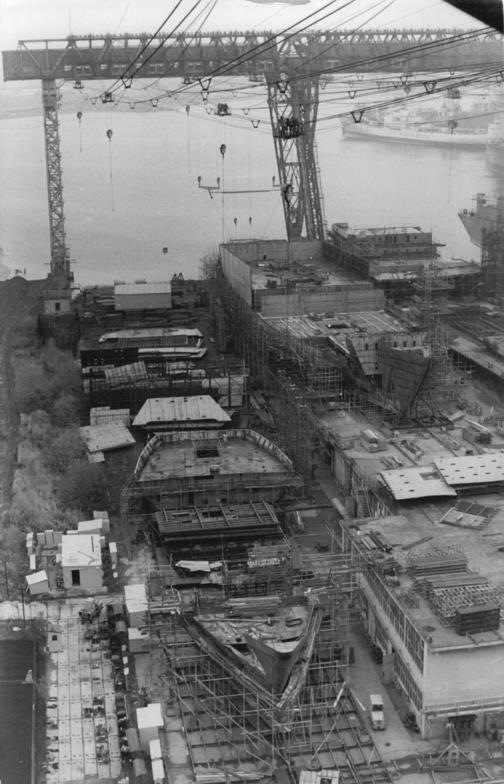
Wismar, Mathias-Thesen-Werft

## Demontage und Wiederaufbau der Werften
Nach anfänglichen Demontagen der Werften folgte 1948 SMAD-Befehl Nr. 103, der anordnete, die Schiffbaukapazitäten zu erhöhen. Daraufhin wurden an Flüssen im Inland und an der Küste neue Werften gebaut, vorhandene Werften erweitert, und eine Schiffbauzulieferindustrie aufgebaut. Anfangs wurden viele in der Ostsee versenkten Schiffe gehoben und repariert. Ein Schwerpunkt beim Neubau waren Schiffe für die Fischerei. Zum Ende der Reparationszeit am 31. Dezember 1953 zählte die Bilanz rund 1.170 Schiffe, davon 1.120 Fischereischiffe, die an die Sowjetunion abgeliefert wurden. Der Schiffbau der SBZ und der DDR war für die Reparationslieferungen an die Sowjetunion der zweitwichtigste Industriezweig.

## Zentrale Struktur des Schiffbaus
Die Werften unterstanden den Berliner Ministerien und waren Mitglied im Branchenverbund Vereinigung Volkseigener Werften (VVW). Später wurden sie in der 1959 gebildeten Vereinigung Volkseigener Betriebe Schiffbau (VVB) organisiert, die 1979 vom Kombinat Schiffbau Rostock (KSR) abgelöst wurde.
Die Planvorgaben für die zu bauenden Schiffe kamen von den vorgesetzten Stellen. Bis 1989 wurden 3.500 Schiffe, davon 2.700 Fischereischiffe an die Sowjetunion geliefert. Insgesamt wurden 4.000 Schiffe in 50 Länder geliefert. Dabei handelte es sich überwiegend um Fischereifahrzeuge, Frachtschiffe bis 25.000 tdw, Fahrgastschiffe, Binnenschiffe und Spezialschiffe, die zum Teil in riesigen Serien gebaut wurden. Um diese in der Planzeit und besonders in der geforderten Exportqualität zu fertigen, wurden wichtige Schiffbauzulieferbetriebe in den VVB und danach in den KSR integriert.

## Die Werften (Auswahl)

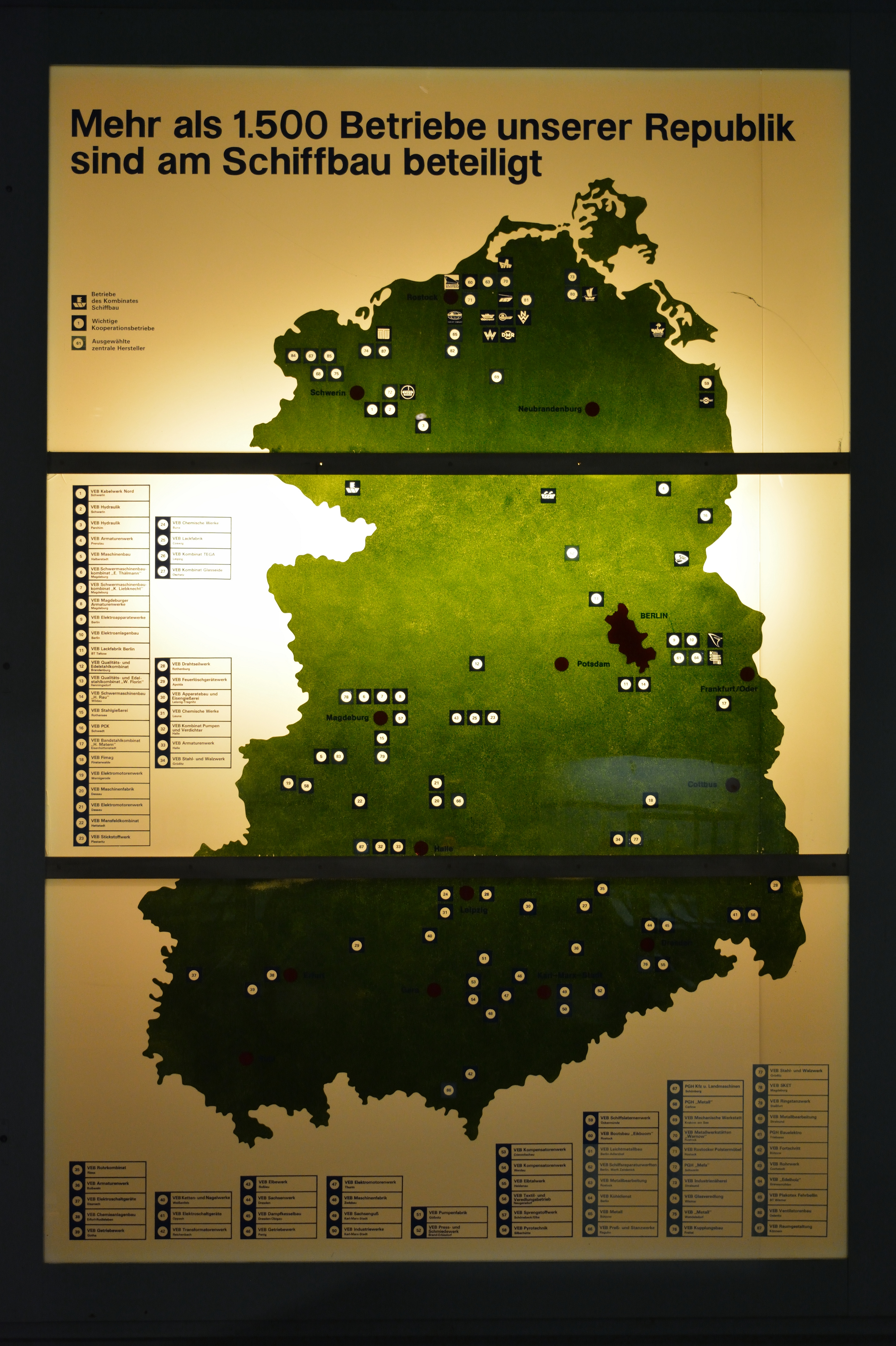
Infotafel auf dem Museumsschiff Dresden

| Werftübersicht              | Werftübersicht     | Werftübersicht                     | Werftübersicht | Werftübersicht | Werftübersicht |
| Bezeichnung                 | Standort(e)        | Produkte                           | Betriebszeit   |                |                |
| --------------------------- | ------------------ | ---------------------------------- | -------------- | -------------- | -------------- |
| Warnowwerft Warnemünde      | Rostock-Warnemünde | Seeschiffe                         | –              |                |                |
| Mathias-Thesen-Werft        | Wismar             | Seeschiffe                         | –              |                |                |
| Schiffswerft „Neptun“       | Rostock            | Seeschiffe                         | –              |                |                |
| Volkswerft Stralsund        | Stralsund          | Seeschiffe, Fischereischiffe       | –              |                |                |
| Peene-Werft                 | Wolgast            | Seeschiffe                         | –              |                |                |
| Elbewerft Boizenburg        | Boizenburg         | Binnen-, Fischerei- und Seeschiffe | 1948 bis 1998  |                |                |
| Schiffswerft Roßlau         | Roßlau             | Binnen-, Fischerei- und Seeschiffe | –              |                |                |
| Schiffswerft „Edgar André“  | Magdeburg          | Binnen-, Fischerei- und Seeschiffe | –              |                |                |
| Schiffswerft Übigau         | Dresden-Übigau     | Binnen- und Seeschiffe             | –              |                |                |
| Schiffswerft Laubegast      | Dresden-Laubegast  | Binnenschiffe                      | –              |                |                |
| Schiffswerft Oderberg       | Oderberg           | Binnenschiffe                      | 1946 bis 1990  |                |                |
| Oderwerft Eisenhüttenstadt  | Eisenhüttenstadt   | Binnen- und Fischereischiffe       | –              |                |                |
| Yachtwerft Berlin           | Berlin             | Binnenschiffe und Sportboote       | –              |                |                |
| Schiffswerft Rechlin        | Rechlin            | Binnenschiffe und Sportboote       | 1948 bis 1996  |                |                |
| Volkswerft „Ernst Thälmann“ | Brandenburg        | Binnen-, Fischerei- und Seeschiffe | 1946 bis 1962  |                |                |
| Daten                       |                    |                                    |                |                |                |

## In der DDR gebaute Seeschiffstypen und Serien (Auswahl)
| Bauzeit (von/bis)   | Bezeichnung                                      | Typ                                                       | Anzahl gebaute Einheiten | Bauwerft/en                                                                          | Auftraggeber/ Empfänger             | Bild | Bemerkung                                                                         |
| ------------------- | ------------------------------------------------ | --------------------------------------------------------- | ------------------------ | ------------------------------------------------------------------------------------ | ----------------------------------- | ---- | --------------------------------------------------------------------------------- |
| 1953–1958           | Typ 201 (Serie Kolomna)                          | Stückgutfrachter                                          | 19                       | Neptunwerft                                                                          | Sowjetunion                         |      | Die Serie Kolomna war der erste Serienfrachtschiffstyp der DDR                    |
| 1955–1957           | Serie Wolgast (Kümo 500)                         | Küstenmotorschiff                                         | 18                       | VEB Peene-Werft Wolgast VEB Elbewerft Boizenburg VEB Schiffsreparaturwerft Laubegast | DSR                                 |      | In Modifikationen gebaut, siehe Typenartikel                                      |
| 1957–1961           | Typ IV (Serie Typ Frieden)                       | Stückgutfrachter                                          | 15                       | Warnow-Werft                                                                         | DSR und Kuba                        |      |                                                                                   |
| 1958/59             | Serie Ugleuralsk                                 | Massengutschiff                                           | 9                        | Warnow-Werft                                                                         | Sowjetunion                         |      |                                                                                   |
| 1958–1962           | Typ 201 (Serie Andizhan)                         | Stückgutfrachter                                          | 46                       | Neptunwerft                                                                          | Sowjetunion                         |      | Die Serie Andizhan war der meistgebaute Serienfrachtschiffstyp der DDR            |
| 1958–1961 1962–1964 | Serie Ilri (Framo Ilri und Kümo Ilri)            | Stückgutfrachter                                          | 8 und 4                  | Neptunwerft                                                                          | Diverse ausländische Reeder         |      | Die Serie Ilri war der erste in den Westen exportierte Frachtschiffstyp der DDR   |
| 1959–1963           | Serie Nordstern (Kümo 840)                       | Küstenmotorschiff                                         | 25                       | VEB Peene-Werft Wolgast                                                              | DSR, Vietnam                        |      | Zahlenmäßig größte Serie für die DSR.                                             |
| 1960–1963           | Serie Dzhankoy                                   | Massengutschiff                                           | 17                       | Warnow-Werft                                                                         | Sowjetunion                         |      |                                                                                   |
| 1961–1963           | Typ IX (Serie Lübbenau)                          | Massengutfrachter                                         | 6                        | Warnow-Werft                                                                         | DSR                                 |      | In Modifikationen gebaut, siehe Typenartikel                                      |
| 1962–1966           | Typ X (Serie Edgar André)                        | Stückgutfrachter                                          | 16                       | Warnow-Werft                                                                         | DSR                                 |      | In Modifikationen gebaut, siehe Typenartikel                                      |
| 1963–1967           | Serie Povenez                                    | Stückgutfrachter                                          | 40                       | Neptunwerft                                                                          | Sowjetunion                         |      |                                                                                   |
| 1964–1971           | Ilri (Typ IV) (Serie Bari und Serie Karlsburg)   | Stückgutfrachter                                          | 12                       | Neptunwerft                                                                          | Bundesrepublik                      |      |                                                                                   |
| 1966–1972           | Serie Pioner                                     | Stückgutfrachter                                          | 32                       | Neptunwerft                                                                          | Sowjetunion                         |      |                                                                                   |
| 1967–1970           | Typ XD (Serie Rostock)                           | Stückgutfrachter                                          | 16                       | Warnow-Werft                                                                         | DSR                                 |      |                                                                                   |
| 1966–1977           | Serie Hellerau (Neptun Holzfrachtschiffstyp 401) | Eisverstärkter Holzfrachter                               | 6                        | Neptunwerft                                                                          | DSR                                 |      | (Andere Baureihe als Serie Hans Krüger Typ Neptun 401)                            |
| 1968/69             | Serie Joprima                                    | Stückgutfrachter                                          | 5                        | Neptunwerft                                                                          | Norwegen                            |      |                                                                                   |
| 1968–1972           | Typ 17                                           | Stückgutfrachter                                          | 34                       | Warnow-Werft                                                                         | Sowjetunion und Indien              |      | In Modifikationen gebaut, siehe Typenartikel                                      |
| 1968–1972           | Serie Hansel (Neptun Typ 451)                    | Mehrzweckfrachtschiff / Holz-Containerfrachtschiff        | 21                       | Neptunwerft                                                                          | Norwegen, DSR                       |      | Drei Fahrzeuge in modifizierter Bauart für DSR, Neptun Typ 448, siehe Typartikel. |
| 1969–1970           | Typ Pazifik                                      | Mehrzweck-Stückgutschiff                                  | 3                        | Warnow-Werft                                                                         | VR China                            |      | In Modifikationen gebaut, siehe Typenartikel                                      |
| 1970–1973           | Typ Neptun 381 (Serie Hamburger Wall)            | Mehrzweck-Stückgutschiff                                  | 7                        | Neptunwerft                                                                          | Bundesrepublik                      |      |                                                                                   |
| 1970–1973           | Typ Europa (Serie Joa)                           | Küstenmotorschiff                                         | 20                       | VEB Elbewerften Boizenburg/Roßlau                                                    | Norwegische Reedereien              |      |                                                                                   |
| 1971–1975           | Typ Indik (Serie Karl Marx / Vishva Aditya)      | Schnellfrachter                                           | 8                        | Warnow-Werft                                                                         | DSR, Shipping Corporation of India  |      | Zwei Schiffe für DSR                                                              |
| 1972–1974           | Typ Mercator (Serie Varnemunde)                  | Semicontainerschiff                                       | 21                       | VEB Warnow-Werft                                                                     | UdSSR, Kuba, DSR                    |      | Nordhausen, Mühlhausen, Sangerhausen, Sondershausen für DSR                       |
| 1972–1975           | Typ Neptun 371 (Serie Sol Michel)                | Mehrzweck-Stückgutschiff                                  | 6                        | Neptunwerft                                                                          | Norwegen, Schweden                  |      |                                                                                   |
| 1972–1981           | Typ Meridian (Serie Eagle)                       | Semicontainerschiff                                       | 33                       | Warnow-Werft                                                                         | DSR und diverse ausländische Reeder |      | Als Meridian I und II gebaut, siehe Typenartikel                                  |
| 1972–1987           | Typ OBC (Serie Bella Coola)                      | Erz-, Massengut- und Containerschiff                      | 28                       | VEB Mathias-Thesen-Werft                                                             | DSR und diverse ausländische Reeder |      |                                                                                   |
| 1973–1976           | Typ Neptun 341 (Serie Rostok)                    | Mehrzweck-Stückgutschiff                                  | 19                       | Neptunwerft                                                                          | UdSSR                               |      |                                                                                   |
| 1973–1981           | Typ Neptun 471 (Serie Jobella)                   | Mehrzweckfrachtschiff                                     | 13                       | Neptunwerft                                                                          | Diverse ausländische Reeder         |      |                                                                                   |
| 1974                | Typ Neptun 388 (Serie Neuenburg)                 | Mehrzweck-Stückgutschiff                                  | 2                        | Neptunwerft                                                                          | Bundesrepublik                      |      |                                                                                   |
| 1975–1979           | Typ Mercur I                                     | Containerschiff                                           | 10                       | VEB Warnow-Werft                                                                     | Sowjetunion                         |      | Erstes Vollcontainerschiff aus DDR-Produktion                                     |
| 1975–1980           | Poseidon (Serie Rudolf Diesel)                   | Mehrzweck-Stückgutfrachter                                | 19                       | Neptunwerft                                                                          | DSR                                 |      | In Modifikationen Typ 271/280 gebaut, siehe Typenartikel                          |
| 1976                | Typ Neptun 401 (Serie Hans Krüger)               | Mehrzweck-Stückgutschiff                                  | 2                        | Neptunwerft                                                                          | Bundesrepublik                      |      | (Andere Baureihe als Neptun Holzfrachtschiffstyp 401, Serie Hellerau)             |
| 1976/77             | Typ Neptun 403 (Serie Ivory Tellus)              | Mehrzweck-Stückgutschiff                                  | 3                        | Neptunwerft                                                                          | Diverse ausländische Reeder         |      |                                                                                   |
| 1977–1981           | Typ UL-ESC (Serie Dmitriy Donskoy)               | Eisgängiges Massen-, Stückgutfrachter und Containerschiff | 13                       | VEB Warnow-Werft                                                                     | UdSSR                               |      |                                                                                   |
| 1977–1985           | Typ Neptun 421 (Serie Cam Doussié)               | Semicontainerschiff                                       | 33                       | Neptunwerft                                                                          | DSR und diverse ausländische Reeder |      |                                                                                   |
| 1979–1985           | Monsun (Serie Faneos)                            | Semicontainerschiff                                       | 15                       | VEB Warnow-Werft                                                                     | DSR und diverse ausländische Reeder |      | Radebeul einziges DSR-Schiff                                                      |
| 1980–1982           | Typ MBC                                          | Massen-, Stückgut- und Containerschiff                    | 6                        | VEB Mathias-Thesen-Werft                                                             | Bundesrepublik                      |      |                                                                                   |
| 1982/83             | Typ RO 15                                        | RoRo-Schiff                                               | 3                        | VEB Mathias-Thesen-Werft                                                             | DSR                                 |      |                                                                                   |
| 1982–1985           | Typ Mercur II                                    | Containerschiff                                           | 10                       | VEB Warnow-Werft                                                                     | Sowjetunion                         |      |                                                                                   |
| 1983–1993           | Typ Lo/Ro 18                                     | ConRo-Schiff                                              | 27                       | VEB Warnow-Werft                                                                     | Sowjetunion                         |      |                                                                                   |
| 1987–1989           | Typ Saturn                                       | Containerschiff                                           | 4                        | VEB Warnow-Werft                                                                     | DSR                                 |      |                                                                                   |
| 1987–1990           | Typ Passat                                       | Semicontainerschiff                                       | 15                       | VEB Warnow-Werft                                                                     | Diverse ausländische Reeder         |      |                                                                                   |

## Neubauprogramm für Binnenmotorgüterschiffe
| Baujahre  | Schiffstyp                          | Werft                                 | Anzahl | Tragfähigkeit (t) | Antriebsleistung (PS) | Geschwindigkeit (km/h) | Bild |
| --------- | ----------------------------------- | ------------------------------------- | ------ | ----------------- | --------------------- | ---------------------- | ---- |
| 1953–1954 | Großplauermaß Typ Rothensee         | Edgar-André-Werft Magdeburg/Rothensee | 3      | 712               | 300                   | 13                     |      |
| 1958–1960 | Großfinowmaß Z-Antrieb              | Schiffswerft Oderberg                 | 12     | 240               | 90                    | 12                     |      |
| 1960      | Großplauermaß Typ Oderberg I.       | Schiffswerft Oderberg                 | 4      | 705               | 400                   | 15                     |      |
| 1960–1963 | Großplauermaß Typ Boizenburg        | Elbewerft Boizenburg                  | 62     | 679               | 420                   | 14                     |      |
| 1962–1963 | Großplauermaß Typ Boizenburg/Roßlau | Roßlauer Schiffswerft                 | 28     | 679               | 420                   | 14                     |      |
| 1962–1963 | Großplauermaß Typ Oderberg II.      | Schiffswerft Oderberg                 | 8      | 700               | 300                   | 13                     |      |
| 1986–1987 | Motorgüterschiff Typ Rostock        | Roßlauer Schiffswerft                 | 4      | 1026              | 600                   | 16                     |      |

## Neubauprogramm für Stoßboote, Schlepper, Eisbrecher und Schubschiffe (ab 1954, Auswahl)
| Werft                                             | Schiffstyp                        | Baujahre  | Anzahl | Antriebsleistung (PS) | Bild                                                               |
| ------------------------------------------------- | --------------------------------- | --------- | ------ | --------------------- | ------------------------------------------------------------------ |
| Werft Genthin                                     | Stoßboote                         | 1954–1955 | 6      | 50                    |                                                                    |
| Werft Zehdenick                                   | Stoßboote                         | 1954–1955 | 8      | 50                    |                                                                    |
| Werft Laubegast                                   | Stoßboote                         | 1956–1957 | 26     | 50                    |                                                                    |
| Schiffswerft Barth                                | Stoßboote                         | 1954–1955 | 5      | 50                    |                                                                    |
| Mette-Werft-Brandenburg                           | Stoßboote                         | 1955–1956 | 10     | 50                    |                                                                    |
| Schiffswerft Dresden-Übigau                       | Eisbrecher Typ Oder               | 1955–1956 | 1      | 540                   |                                                                    |
| Thälmann-Werft Brandenburg (früher Gebr. Wiemann) | Eisbrecher Typ Oder               | 1958      | 6      | 540                   | Eisbrecher Kienitz der Serie                                       |
| Oderwerft Fürstenberg (später Eisenhüttenstadt)   | Schlepper Motor I bis X           | 1958      | 10     | 225                   |                                                                    |
| Oderwerft Eisenhüttenstadt                        | Schlepper Typ Havel               | 1961–1965 | 4      | 150                   |                                                                    |
| Roßlauer Schiffswerft                             | Kanalschubschiffe                 | 1965–1966 | 66     | 190                   | Schiff der Serie 190 PS (2364) an der Mühlendammschleuse in Berlin |
| Yachtwerft Berlin                                 | Eisbrecher Typ Elbe               | 1966–1968 | 6      | 700                   |                                                                    |
| Yachtwerft Berlin                                 | Stromschubschiffe                 | 1966–1968 | 23     | 480                   |                                                                    |
| Yachtwerft Berlin                                 | Stromschubschiffe                 | 1968–1972 | 26     | 600                   |                                                                    |
| Yachtwerft Berlin                                 | Stromschubschiffe                 | 1972–1973 | 7      | 780                   |                                                                    |
| Yachtwerft Berlin                                 | Kanalschubschiff Typ 300 (KSS 24) | 1983–1986 | 34     | 300                   | Schubschiff der Serie 300 PS (2433) im Einsatz                     |
| Yachtwerft Berlin                                 | Finow-Klasse (Schubboot)          | 1961–1989 | 110    | 100                   |                                                                    |
| Werft Genthin                                     | Stromschubschiffe (flachgehend)   | 1980–1988 | 6      | 600                   |                                                                    |

## Wende und Privatisierung
Zum Zeitpunkt der „Wende“ umfasste der DDR-Schiffbau 5 Seeschiffswerften, 2 Binnenschiffswerften und 9 Schiffbauzulieferbetriebe mit insgesamt rund 55.000 Beschäftigten. Weitere 6.000 Beschäftigte zählten die organisatorisch zum Kombinat Binnenschiffahrt und Wasserstraßen gehörenden VEB Schiffsreparaturwerften. Ab 1992 wurden die Werften und Zulieferbetriebe privatisiert, dabei wurden in Mecklenburg-Vorpommern von der Treuhandanstalt und privaten Investoren wie. z. B. „Bremer Vulkan“ und der Hegemann-Gruppe rund 6 Mrd. DM investiert. Dabei entstanden moderne Werften und rund 10.000 Arbeitsplätze blieben erhalten.

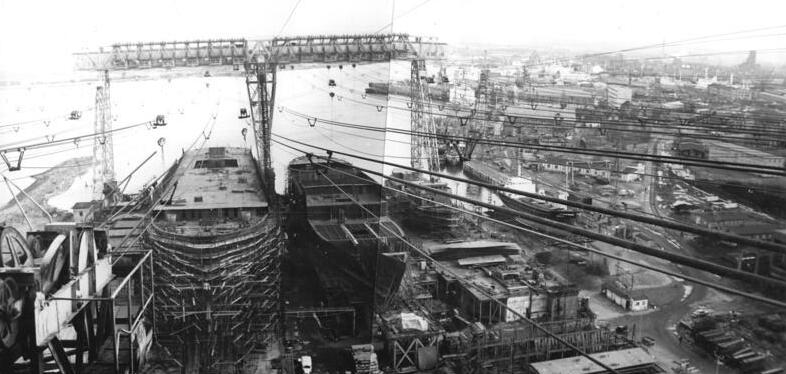
Wismar 1970, Mathias-Thesen-Werft (MTW)
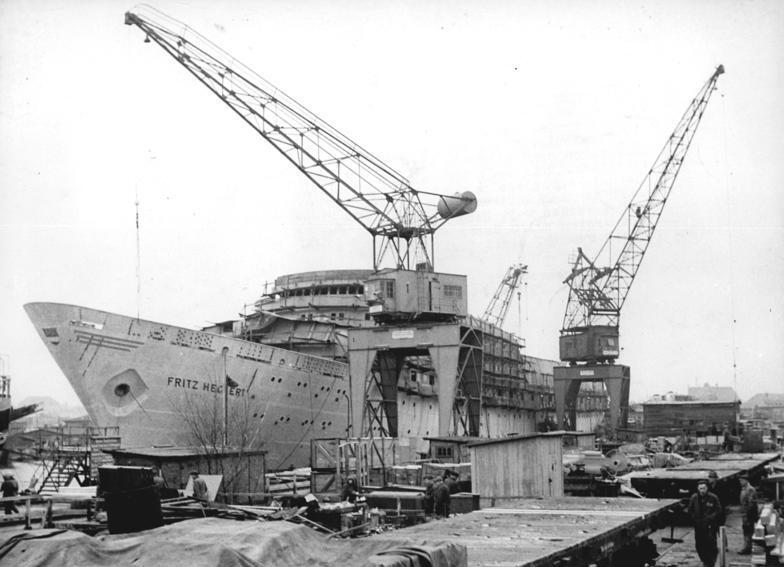
1960, das FDGB-Urlauberschiff am Ausrüstungskai der MTW
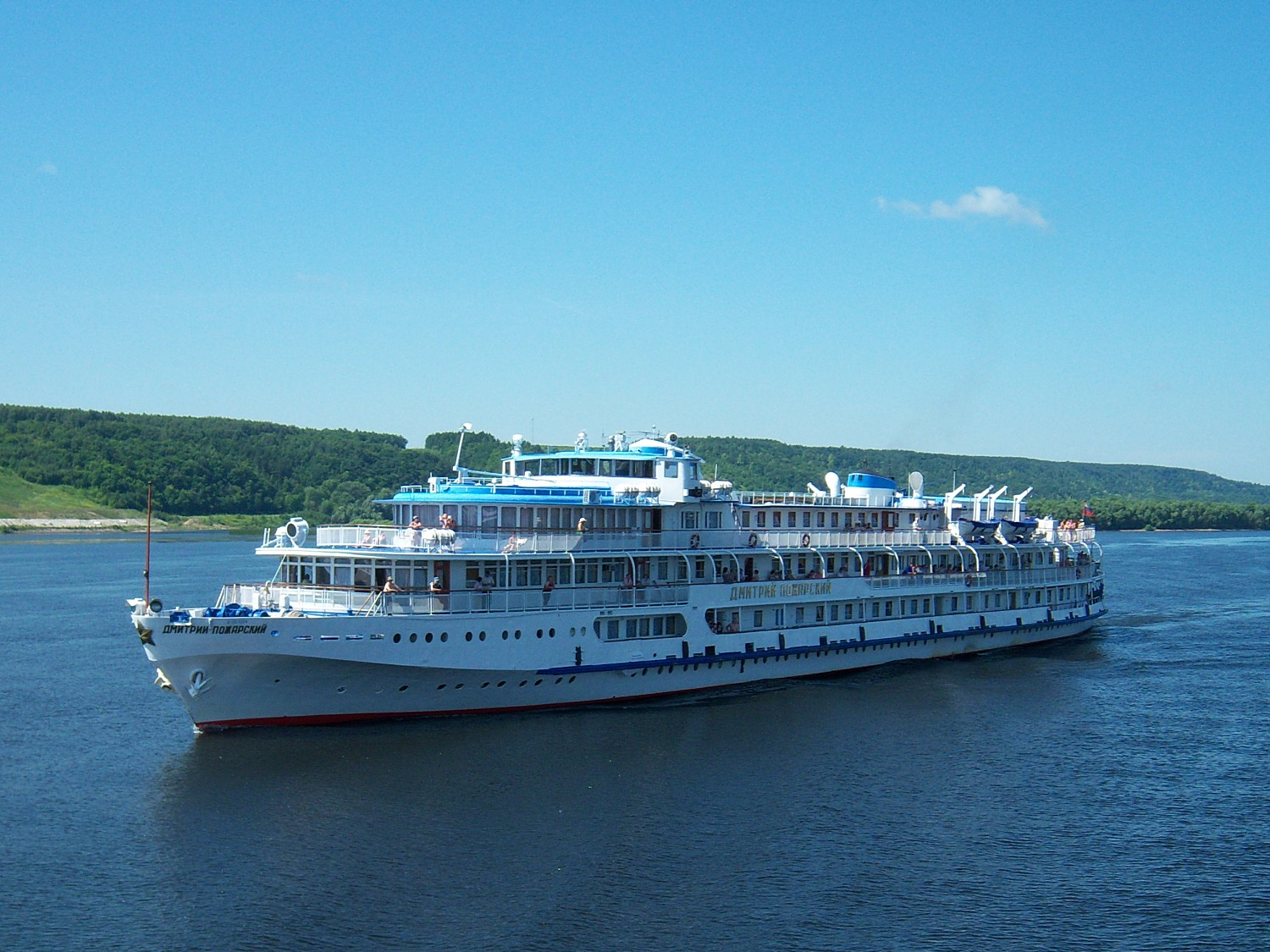
Das Passagiermotorschiff Dmitri Poscharski
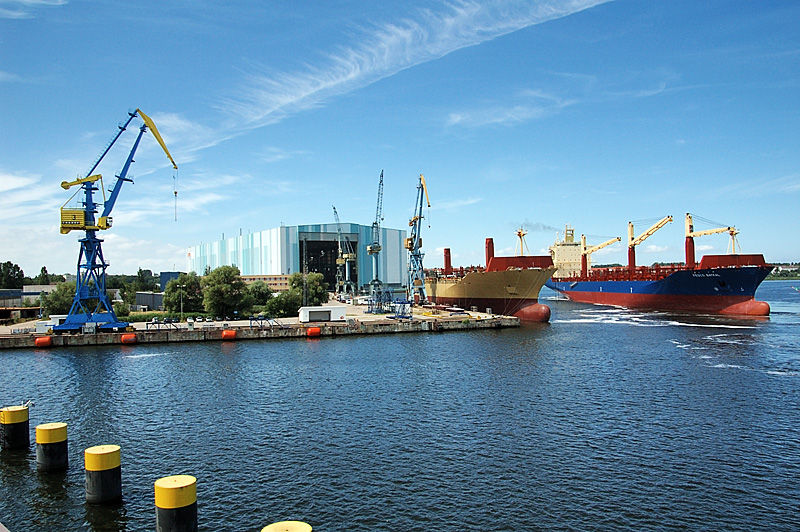
Nordic Yards Wismar, ursprünglich Mathias-Thesen-Werft
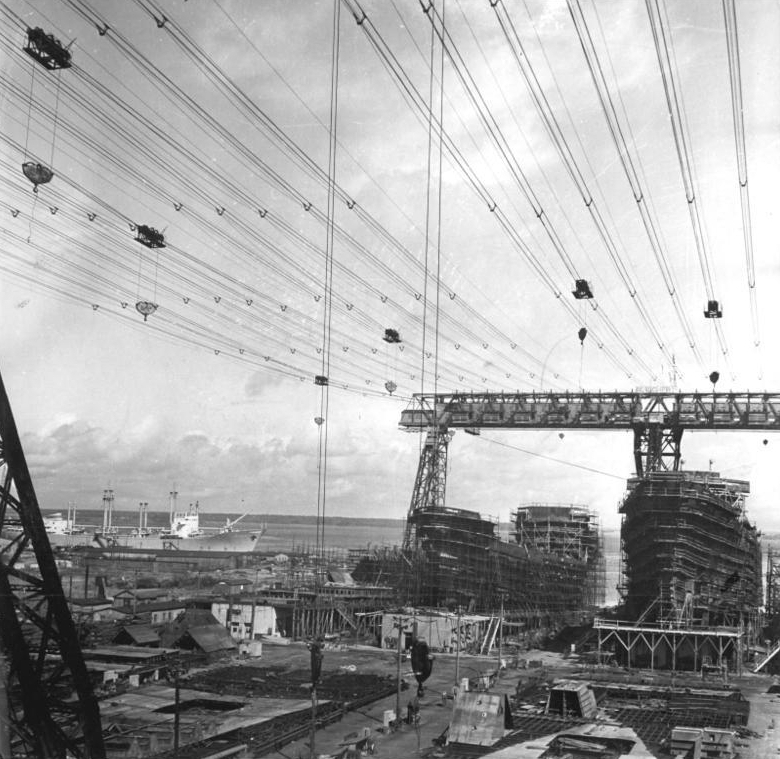
1958 Warnemünde Warnow-Werft, Helling mit der Kabelkrananlage.
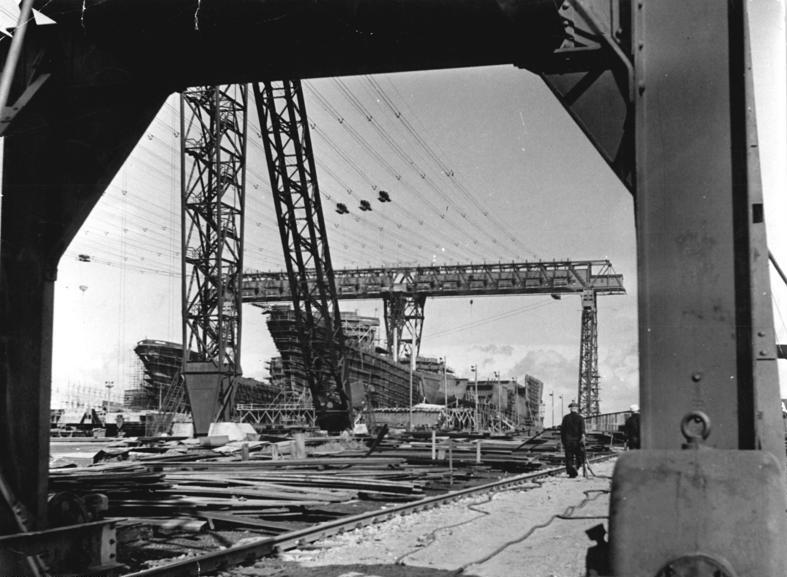
Warnemünde, Warnow-Werft 1959
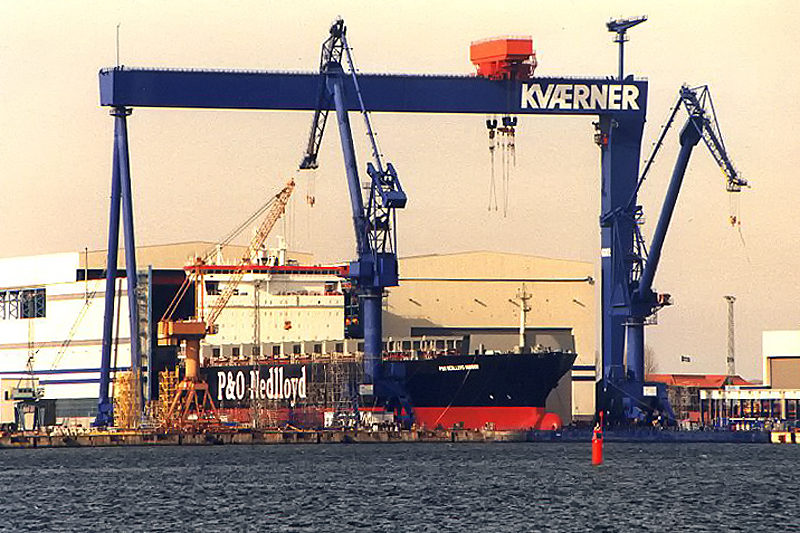
Warnemünde, heute Wadan Yards (ex Warnow-Werft)
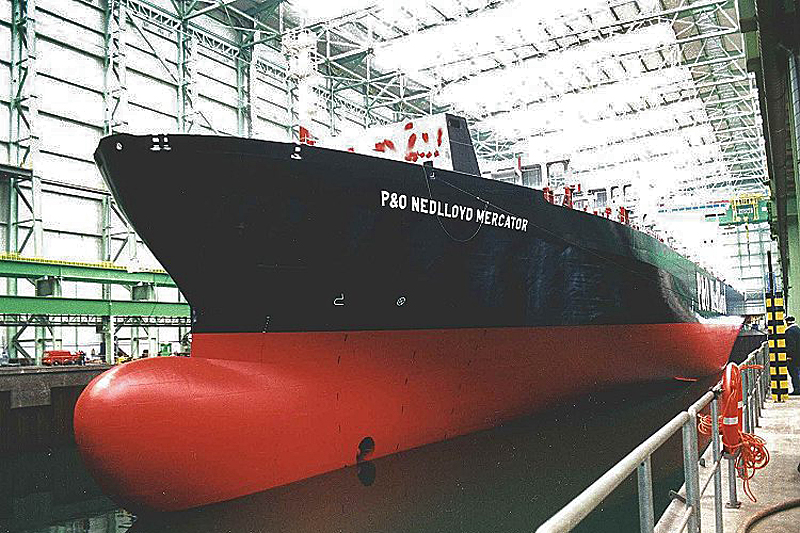
Warnow-Werft heute, Trockendock mit Halle